# Гусейнова, Азада Джабраил кызы
Азада Джабраил кызы Гусейнова (азерб. Azadə Cəbrayıl qızı Hüseynova, 2 января 1937, Баку — 1 декабря 2016, Баку) — азербайджанский ученый, профессор, начальник лаборатории № 33 института нефтехимических процессов имени Ю. Г. Мамедалиева НАН Азербайджана.

## Биография
Родилась 2 января 1937 года в городе Баку в семье учёных Джабраила Гусейнова Алекпер оглы и Дильдады Султановой Исмаил кызы.
Окончила факультет химии и технологии нефти и газа Азербайджанского нефтехимического института (ныне Азербайджанский государственный нефтяной и промышленный университет) имени М. Азизбекова, инженер-технолог (1959).
В 1959—1960 годах работала на фабрике синтетического каучука в Сумгаите лаборантом, затем инженером. В 1960—1963 годах училась в аспирантуре Азербайджанского государственного университета им. С. М. Кирова, в 1963 году защитила диссертацию «Пиролиз насыщенных углеводородов с использованием высокочастотного электрического тока в реакторе» (присвоена научная степень кандидата химических наук).
С 1963 года работала в Институте нефтехимических процессов им. Академика Ю. М. Мамедалиева, с 1967 старший научный сотрудник и доцент, с 1982 года — зав. лабораторией № 33 «Автомобильный бензин».
В 1980 году защитила докторскую диссертацию на тему «Исследование и разработка технологии получения бензина высокой плотности с использованием небольшого дисперсного катализатора в процессе каталитического крекинга».
Доктор технических наук (1980), профессор (1990).
Награждена медалью «Прогресс» (2005), бронзовой медалью ВДНХ (1985).
Автор более 280 научных работ, из которых 120 опубликовано за рубежом.
Некоторые публикации:
- Алиев В. С., Рустамов М. И., Гусейнова А. Д. Агаева Р. Р. Увеличение производства высокооктановых автомобильных бензинов АИ-93 и АИ-98 / Химия и технология топлив и масел, № 10, 1975 г.
- Рустамов М. И., Гусейнова А. Д., Мурадов Н. З. Влияние энергетического фактора на селективность процессов нефтехимического и органического синтеза / Вопросы атомной науки и техники (серия: атомно-водородная энергетика и технология), 1987 г.
- Гусейнова А. Д., Сеидов З. Д., Мамедов Д. Н. и др. Пути получения автомобильных бензинов нового поколения / Процессы нефтепереработки и нефтехимии. 2002 г. № 4, (11) стр. 39-43.
- Азизов А. Г., Гусейнова А. Д., Ибрагимова М. Д. и др. Применение ионных жидкостей в процессе получения высококачественных автомобильных бензинов / Нефтепереработка и нефтехимия, 2007, № 6, стр.25-27.[1]
- А. Д. Гусейнова, Л. М. Мирзоева, И. С. Гусейнова, Р. А. Ашрафов, Ф. А. Бабаева. Снижение содержания бензола в риформате путем взаимодействия его узких фракций / Химия и технология топлив и масел, 2012, № 5, с. 26-28